# 忍者外傳2
《忍者外傳2》是一款由Team Ninja开发，微软公司发行的砍杀动作冒险游戏。游戏是2004年《忍者外傳》的续作，并于2008年6月在Xbox 360上发布。2009年晚些时候，光荣特库摩在PlayStation 3上发布升级版《忍者外傳Σ2》，2013年在PlayStation Vita上发布《忍者外傳Σ2 Plus》。2019年4月，Xbox One正式向下相容《忍者外傳2》，并且針對Xbox One X進行了額外优化。2025年1月23日，融合原版遊戲和Σ2元素的重製版《忍者外傳2 黑之章》於PlayStation 5、Windows和Xbox Series X/S上發佈。

## 游戏玩法
《忍者外傳2》的战斗系统新增了断肢系统，玩家能够操纵主角龍隼切断敌人的四肢和身体，敌人的血液会喷洒到他的武器和周围的地面上。与前作《忍者外傳》相比，本作包含了更多的血腥场面和暴力画面。斩断手脚可以降低敌人的攻击频率和速度，但不能杀死敌人。事实上，断肢后的的敌人会倾向于使用自杀式战术，如扑倒隼龙并用爆炸物与他同归于尽。这迫使玩家在受伤的敌人占上风之前，使用残酷的新招式「必殺之術」瞬间杀死对手。这个新的机制也可以在头目角色出现时触发。与其他的动作冒险游戏相比，玩家在战斗中和敌人一样容易受到伤害。
除了使用武器攻击外，隼龙还可以在战斗中吸取附近的靈氣魂。灵气魂是在敌人死亡时释放的彩色能量球，当隼龙接近时，这些能量球会被自动吸取到隼龙的体内。灵气魂在游戏过程中发挥着重要作用，它可以回复体力、恢复用以释放忍术的氣力或增加金钱。不过，玩家可以在战斗中让隼龙主动吸取灵气魂用以发动强大的「灭杀」。当隼龙在战斗中受到伤害时，他的體力表右侧的红色量表会开始增加，这被称为「壞死」伤害。在杀死了区域内所有敌人之后，他的體力会自动恢复，但壞死的部分不会恢复。使用物品和在龍祖神像前保存可以恢复壞死伤害。此外，隼龙完成战斗后都会甩落武器上的血，每件武器都有不同的动画效果。隼龙可以站在原地并格挡攻击（尽管敌人可以打破他的防守，让他容易受到攻击），或者通过名为「旋風之術」的动作闪避。游戏也吸纳了前作扩展包“飓风包”中的两个元素：镜头旋转和无需靈氣魂即可蓄力发动灭杀（需要时间来蓄力，可以通过吸收靈氣魂加速过程）。
隼龙会在战斗中使用他的标志性的龙剑，但是新的武器，如闇月鐮刀、双刀（真龙剑与邪神剑）、双拐、锁镰和硬壳猛禽爪为玩家提供了更多消灭敌人的方式。隼龙可以使用的新忍术包括鳳凰焰舞、破魔裂風刃和暗極重波彈。前作中的忍术「火炎龍」和武器雙鎖鐮在本作中回归。前作中的风车手里剑、爆破手里箭和弓（更名为破魔弓）现在可以像隼龙的近战武器一样吸取靈氣魂来发动灭杀。

## 剧情
游戏主角是「超忍」龍隼，「龍之一族」的后裔和龙剑现在的使用者。在《忍者外傳 黑之章》一年之后，刀匠村正在日本东京开设商店。中情局特工索尼娅前往「村正商店」询问龍隼的下落，卻遭「地蜘蛛一族」忍者袭击并绑架。龍隼随后出场，但未能救下索尼娅。龍隼于是在东京的摩天樓間穿梭，將索尼娅救出。龍隼從索尼娅口中得知地蜘蛛忍者打算襲擊隼之里，奪走他们看管保护的邪神像。
龍隼回到家中，发现父亲隼丈正与「地蜘蛛一族」的首领「邪忍王」幻心决斗。邪神像不幸被身为「四殺重鬼王」之一的「血神」伊丽莎白搶走，隼丈敦促儿子不惜一切代价取回雕像。龍隼与索尼娅周游世界，追寻伊丽莎白和邪神像，同时遇到大批的地蜘蛛忍者、魔神和另外三位四殺重鬼王：雷神艾力克、风神沃夫和火神赛德尼斯。其中「雷神」艾力克占领美国纽约、「风神」沃夫占领意大利威尼斯、「火神」赛德尼斯占领俄国莫斯科。
跟隨伊丽莎白的腳步，龍隼与索尼娅來到南美洲。為了复活遠古的邪神，她在此處將邪神像交给凶魔皇帝達拉‧戴。龍隼在决斗中擊敗了伊丽莎白，但伊丽莎白表示她還会捲土重來。一旁俯瞰兩人決鬥的幻心告訴龍隼，魔神們正要复活邪神，而邪神的復活之地就是日本的富士山。龍隼警告索尼娅不要跟着他，並返回故鄉。
回到故鄉的龍隼眺望著喷火的富士山，绫音在此時現身。她受隼丈之託，將龍之碧（龍之勾玉）交給龍隼，装备上龍之碧的龙剑化為了真龙剑。龍隼隨後前往富士山顶，發現幻心早已在火山口等候。伴隨著富士山的爆发，幻心告诉龍隼，二人要在此时决出胜负。龍隼最終取勝，將幻心殺死，隨後跳入了富士山口。就在隼龙深入富士山地底之时，伊丽莎白出现在幻心的屍首旁，將他以魔神形態复活。
龍隼在富士山底的冥界與成群的魔神交鋒，並再度隻身打败了赛德尼斯、沃夫和艾力克，营救了被俘的索尼娅。龍隼进入另一个房间，发现幻心以魔神的形态复活，與他进行最后一次战斗。二人的最终决战以隼龙砍穿幻心的面甲，将其斩杀告终。幻心承认隼龙是位伟大的战士，在临死前把邪神剑交给了隼龙。此时伊丽莎白出现，责骂幻心在她的力量的帮助下仍然失败了。隼龙随后与伊丽莎白战斗，并用真龙剑和幻心的邪神剑将她砍为尘土。
龍隼繼續深入「黄泉之路」。在凶魔皇帝達拉‧戴即将完成复活仪式前，龍隼及时赶到，阻止了仪式并击败了达拉‧戴。走投无路的凶魔皇帝将自己的生命献祭给了邪神，邪神复活了。隼龙击败了邪神，和索尼娅一起回到地上，但是他伤口处的一滴血不小心溅到了邪神身上。隼龙的血液使邪神重新开始活动，最终以其真正型态上升至富士山顶。伴随着富士山的爆发，隼龙与邪神展开了一场决定人类命运的决斗，并最终获胜。索尼娅和隼龙团聚，登上山顶，一起观赏日出。
在字幕后片段中，在富士山地蜘蛛一族领地「剑冢」中，龍隼将幻心的邪神剑插入地面，以表示对地蜘蛛邪忍王的尊敬。龍隼在离开前看了最后一眼即身后的女忍霞（Σ2新增片段）。故事情节在《忍者外傳3》及其加强版《忍者外傳3 刀锋边缘》中延续。

## 开发和发布

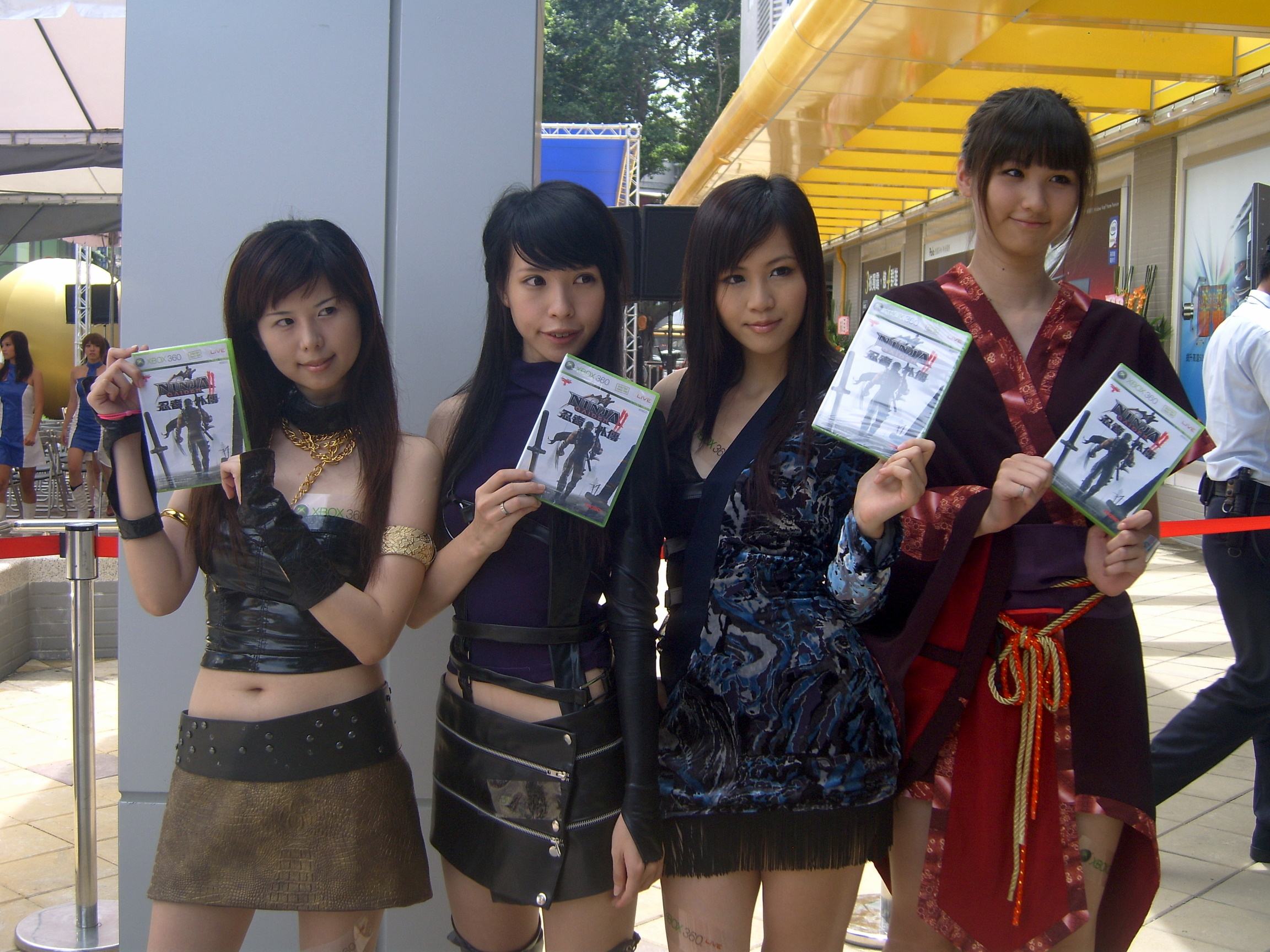
《忍者外傳2》在台湾光华商场的推广活动

《忍者外傳2》的最初截图出现在日本官方的Xbox 360网站上，但在几小时内被删除。除了展出新的武器，还有新的場景。《忍者外傳2》在2007年的东京电玩展上正式亮相，并发布了第一部预告片。它在微软的东京电玩展新闻发布会上进行了预览，并被确认为Xbox 360獨佔。总监板垣伴信在活动中说：「现在请享受世界上最好的动作游戏，运行在世界上最好的硬件。」英文本地化由Team Ninja成员Andrew Szymanski和AltJapan有限公司合作监督。
2008年5月31日在日本的Xbox Live上发布了《忍者外傳2》游戏演示，2008年6月8日在欧洲和美国发布。由于没有USK评级，这款游戏没有在德国发布。升级版《忍者外傳Σ2》，2009年发布于PlayStation 3，2013年发布于PlayStation Vita。

## 评价
| 汇总媒体     | 得分   |
| ------------ | ------ |
| GameRankings | 81.25% |
| Metacritic   | 81/100 |

| 媒体            | 得分    |
| --------------- | ------- |
| 1UP.com         | B-      |
| Edge            | 8/10    |
| Eurogamer       | 7/10    |
| Game Informer   | 8.75/10 |
| Game Revolution | B/A+    |
| GameTrailers    | 8.4/10  |
| GameZone        | 8.8/10  |
| IGN             | 8.7/10  |
| 官方Xbox杂志    | 8.5/10  |
| TeamXbox        | 9/10    |
| Game Planet     | 8.5/10  |
| GameDaily       | 9/10    |

《忍者外傳2》得到了普遍的正面评价。然而，GameSpot在2008年的游戏大奖中提名它为最差续集。

2008年8月28日，据报道《忍者外傳2》已经卖出了超过100万。2011年，G4tv.com网站将其列为有史以来第四大血腥游戏。

## 忍者外傳Σ2
由早矢仕洋介接手製作團隊後，Team Ninja於2009年推出本作的強化版《忍者外傳Σ2》。
遊戲故事龍隼的部份完全相同，另外增加新製的三個關卡分別以紅葉、瑞秋和綾音的角度遊玩。
本作有若干變動。首先，血腥程度大幅降低，敵人被截肢後手或腳只會消失而不會掉在地上，敵人的被截肢傷口亦只以紫色煙霧來取代大量解血。亦只有歐美版才會有頭部被斬走的畫面，日版及亞洲版只會原封不動留在頸上。所有原本有被斬開身體的過場動畫都被改成直接死亡，不會身首異處。
另外，本作敵人的配置亦被大幅地減少（尤其是在超忍難度下），大大減少了原版被圍打的情況。取而代之是敵人有著極高的攻擊力，尤其是捉技能一下便秒殺玩家。頭目角食亦不是每一隻都像原版《忍者外傳2》般有著小兵護衛。因此，整體上難易度被指是系列作中相對容易上手的一集。
本作亦加入了首次能夠連線遊玩的模式，2名玩家能同時間挑戰忍者試煉。
本作的評價在玩家心中好壞參半，有部份玩家認為加入女角及新增關卡令到遊戲變得更加吸引，而且遊戲變得較原版容易亦吸引到更多新玩家入坑。
但是大部份本系列的資深玩家否定本作，認為難易度降太底則有失忍者外傳（甚至忍者龍劍傳）的一貫特式。
再者，血腥程度大幅被禁亦令到不少玩家認為遊戲程度不夠原版《忍者外傳2》爽快，視覺上的享受大減，導致早矢仕洋介在系列粉絲心目中印象不太好。
此情況在《忍者外傳3》其實亦在持續，但終在《忍者外傳3: 利刃邊緣》時挽回了不少支持。
2013年製作團隊將《忍者外傳Σ2》移植至當時的新掌機PlayStation Vita，並推出強化版《忍者外傳Σ2 Plus》。本作在遊戲內容上與原版《忍者外傳Σ2》大致相同，但為每個角色新增了全新的服裝造型。不過本作的配音語言固定，玩家在選購時需留意是日文配音版還是英文配音版。
在血腥表現方面，日版及亞洲版的《忍者外傳Σ2 Plus》與原版《忍者外傳Σ2》相似，皆採用了較為柔和的表現方式，將原本的斷肢效果以紫煙特效替代。然而，歐美版的《忍者外傳Σ2 Plus》則恢復了原作《忍者外傳2》的寫實血腥風格，玩家將能看到更為逼真的斷肢效果，以及取消了紫煙。
2021年製作團隊推出了《忍者外傳》系列三部曲的大師合集，其中包含了《忍者外傳Σ2》。這個合集版本以日版及亞洲版的《忍者外傳Σ2 Plus》為基礎，並提升了畫面品質和幀數，以符合現代主機的標準。歐美版的大師合集亦沒有採用歐美版《忍者外傳Σ2 Plus》的高血腥度設定，而是維持了日版的紫煙特效。

## 忍者外傳2黑之章
2025年1月24日，光榮特庫摩遊戲在微軟開發者直面會（Xbox Developer_Direct）上與時隔13年的系列新作《忍者外傳4》（白金工作室參與開發）一同公佈的《NINJA GAIDEN 2 Black》。主打其為《忍者外傳2》的高畫質復刻版，採用虛幻引擎5開發；實則為以《忍者外傳Σ2》作基底重繪的高清再製版。最大賣點是4K超高畫質與致敬原始版的無修正血腥演出。

## 備註
1. ↑  日语：，英語：
2. ↑  日语：，英語：
3. ↑  日语：，英語：